# Politische Polizei im Volksstaat Württemberg
Die Aufgabe der Politischen Polizei im Volksstaat Württemberg bestand in der Beobachtung und Überwachung von Vereinen, Parteien und einzelnen Personen, die sie als potentiell staatsfeindlich ansah. Außerdem oblag ihr die Spionageabwehr. In Lageberichten machte sie den maßgeblichen Landes- und Reichsbehörden diese nachrichtendienstlichen Informationen zugänglich. Sie ging im Zuge der Gleichschaltung schließlich in der Geheimen Staatspolizei (Gestapo) des nationalsozialistischen Deutschen Reiches auf.

## Frühe Ursprünge
Ursprünge einer Politischen Polizei lassen sich bis zur Zeit des Königreichs Württemberg zurückverfolgen. Bereits 1808 unterstellte König Friedrich I. von Württemberg das „Zensurkollegium“ zunächst dem Kabinettsministerium und hiernach einem besonderen Polizeiministerium, dem auch die Landespolizei untergeordnet war.
Nach Verkündigung der Karlsbader Beschlüsse 1819 war eine Zensurkommission für die Überwachung der Presse zuständig, die diese Aufgabe bis 1848 wahrnahm. Hiernach hob Württemberg die Zensur vorerst wieder auf jedoch wurde bereits 1854 der Konzessionszwang im Deutschen Bund wieder eingeführt.
1851 wurde der Stadtdirektor Emil Majer, im Zuge der Reaktionsära, durch König Wilhelm I zum Sonderbeauftragten des Innenministeriums ernannt. Als solcher sollte Majer die revolutionären Kräfte und Parteien überwachen und die Belange des Königreichs Württemberg im sog. „Siebenerverein“ vertreten. In seiner Funktion gab Majer wöchentliche Lageberichte zur politischen Situation heraus.
Im Deutschen Kaiserreich ab 1871 wurden die Tätigkeiten der württembergischen Politischen Polizei zunehmend von den preußischen Entwicklungen bestimmt. Dort wurde ab 1878 die Politische Polizeidienststelle des Polizeipräsidiums Berlin zu einer Dienststelle ausgebaut, die Handlungskompetenzen für ganz Preußen erhielt. Später verfügte diese Einrichtung nicht nur im ganzen Reich über Verbindungsbeamte, sondern auch über Kontakte in ausländischen Hauptstädten. Sie unterhielt, als zentrale Dienststelle des Reiches, auch Verbindungen nach Stuttgart, wo die Politische Polizei aus der Ära Majer noch immer in den Räumlichkeiten der Stuttgarter Stadtdirektion firmierte. Diese wurde ab 1891 in „Stadtpolizeiamt“ umbenannt und 1913 in „Städtische Polizeidirektion“.
Am 17. Juni 1907 wurde in einem geheimen Erlass des Königlichen Württembergischen Ministeriums des Innern verfügt, beim Stadtpolizeiamt Stuttgart die Landespolizeizentralstelle zur Spionagebekämpfung und zur Verfolgung und Aufdeckung von landesverräterischen Bestrebungen einzurichten. Diese Einrichtung hielt nun den Nachrichtenaustausches mit den anderen Bundesstaaten im Reich aufrecht.

## Die Politische Polizei während des Ersten Weltkrieges (1914–1918)
Während des Ersten Weltkrieges wurden die Aufgaben der Politischen Polizei zunehmend von militärischen Belangen überlagert. Daher wurden diese nunmehr einer Militärischen Zentralpolizeistelle übertragen. Diese war in der Königstraße 31B in Stuttgart untergebracht und firmierte unter der Bezeichnung „Pollavastelle“. Sie wurde am 30. November 1918 aufgelöst. Ihre Staatsschutzaufgaben fielen an die Königliche Landespolizeizentralstelle zurück, die wiederum im Württembergischen Landespolizeiamt (LPA) ihre organisatorische Fortsetzung fand.

## Politische Polizei in der Weimarer Republik

### Entwicklung ab 1919
Das Landespolizeiamt (LPA) war nach Kriegsende in der alten Landjäger-Unterkunft in der Bebenhäuserstraße Nr. 7 beheimatet. Auch im Volksstaat sah man die Notwendigkeit, die junge Republik mit einer politischen Polizei auszustatten. Das LPA wurde daher am 20. Dezember 1920 offiziell angewiesen, eine Abteilung N einzurichten. Diese übernahm die ständige Verbindung zu den außerwürttembergischen Nachrichtendiensten und zu dem zwischenzeitlich in Berlin gegründeten Reichskommissar für Öffentliche Ordnung (RKO).

### Personal und Organisation
1922 war die Politische Polizei im LPA als eine von mindestens fünf Abteilungen organisiert. Die Abteilung war überdies dezentral im Stadtgebiet von Stuttgart untergebracht: So verteilten sich ihre sechs Unterabteilungen auf das Neue Schloss (Leitung und Gruppe IIIb), auf die Städtische Polizeidirektion (Außendienste IIa und IIIa ohne Leitung) und auf das Alte Schloss (alle restlichen Beschäftigten). Die Beamten der Politischen Polizei konnten im Rahmen ihrer Tätigkeit auf fünf nachgeordnete Zweigstellen zurückgreifen. Ebenso auf 95 bestellte „Hilfsbeamte“ die sich, im ganzen Land verteilten. Einige dieser Hilfsbeamten waren den Postprüfstellen in Stuttgart, Ulm und Heilbronn zugeordnet.
Ab der Polizeireform von 1923 nahm das neu geschaffene Polizeipräsidium Stuttgart eine Sonderstellung ein. Es war aus der Vereinigung der Städtischen Polizeidirektion mit dem LPA hervorgegangen. Damit war es Ortspolizei für Stuttgart und gleichzeitig Landespolizeibehörde für die Belange der Kriminal- und der Politischen Polizei. Zu diesem Zweck wurden die Kriminalabteilungen des LPA und der Stadtpolizeidirektion zu einem Landeskriminalpolizeiamt vereinigt. Das Polizeipräsidium Stuttgart bestand aus fünf Abteilungen. Die Abteilung 4 bildete schließlich die Politische Abteilung.
Die Politische Polizei wurde Ende 1928, ebenso wie der Polizeipräsident Rudolf Klaiber, in das ehemalige Postdienstgebäude in der Dorotheenstraße 2/4 verlegt. Bei dem Gebäude handelte es sich um das ehemalige „Hotel Silber“ (darin blieb die Politische Polizei bis zum Kriegsende 1945 untergebracht).
Die personelle Ausstattung der Politischen Polizei blieb nicht konstant. Trotz der zunehmenden Verschärfung der innenpolitischen Zustände, nahm diese tendenziell sogar ab. Waren der Abteilung N im Jahre 1923 noch 85 Stellen (Beamte und Angestellte) zugewiesen, sank der Personalbestand bis 1929 auf 59 Stellen (39 Polizeibeamte und 20 Angestellte), was einem Stellenabbau von 31 % entspricht. Gegen Ende der Weimarer Republik werteten etwa 60 Beamte und Angestellte Zeitungen, Flugblätter und Berichte von Spitzeln und V-Leuten aus, besuchten Kundgebungen der verschiedenen Parteien und ermittelten mit kriminaltechnischen Methoden.

### Lageberichte der Politischen Polizei
Die Berichte beinhalten Erkenntnisse und Einschätzungen zu politischen Parteien, Verbänden und zu allgemeinen (tages-)politischen Entwicklungen. Sie waren für übergeordnete staatliche Stellen und für die Politischen Polizeien anderer Länder bestimmt. Sie dienten aber auch der Unterrichtung des württembergischen Staatspräsidenten sowie zur internen Orientierung der Polizeiamtsvorsteher. Für die Berichte zeigten sich die Angehörigen der Abteilung IIb (vorher: Abteilung IV) im Polizeipräsidium Stuttgart verantwortlich. Bis März 1931 wurden die Berichte überwiegend in 14-tägigen Zeitabständen herausgegeben, hiernach nahm die Berichtstätigkeit in ihrem Umfang ab.
Eine systematischen Auswertung der Berichte aus der Zeit von 1929 bis 1933 ergab, dass 57 Prozent der Berichtstätigkeit ausschließlich linke Gruppierungen betrafen, während sich 18 Prozent mit Gruppierungen des rechten Lagers befassten. Ungefähr die Hälfte aller Lageberichte (ca. 50 %) sowie die Hälfte aller geschriebenen Seiten (rd. 50 %) handeln von der KPD und ihren Hilfsorganisationen. Auf die NSDAP und deren Hilfsorganisationen entfallen knapp 10 % aller Berichte und ca. 11 % aller geschriebenen Seiten. Tendenziell ist bis 1932 festzustellen, dass der Berichtsumfang zwar insgesamt nachlässt (aufgrund wiederholter Pausen in der Berichterstattung), die Anzahl der Berichte über die NSDAP aber tendenziell zunimmt. Auch ist festzustellen, dass die Berichte überwiegend betont sachlich formuliert sind und größtenteils keinerlei politische Tendenzen erkennen lassen. Vereinzelt wird über linke Gruppen eher „verächtlich“ gesprochen, als über rechte Gruppierungen.

### Kontroverse zur Rolle der Politischen Polizei
Die politische Unparteilichkeit der Politischen Polizei in Württemberg wurde immer wieder angezweifelt. Ob die Politische Polizei gegen Ende der Weimarer Republik die NSDAP systematisch schonte und somit unterstützte, ist nicht mit Sicherheit zu sagen. Während ihr teilweise vorgeworfen wird, ausschließlich die politische Linke verfolgt zu haben, kommen andere Untersuchungen zu dem Ergebnis, dass die Politische Polizei in ihren Lageberichten sehr detailliert auch über die NSDAP berichtete und ihr höchste Aufmerksamkeit schenkte. Allerdings bildete die KPD unstrittig den Schwerpunkt der polizeilichen Überwachungstätigkeit. Diese vermeintliche Benachteiligung ist aber nicht unbegründet. Auf Basis der bei der Politischen Polizei dokumentierten Informationen war ihre Gefährlichkeit höher einzuschätzen. Die KPD unterschied sich hinsichtlich ihrer Organisation, im Umfang ihrer konspirativen und aggressiven Betätigung sowie im Ausmaß ihrer Gewaltbereitschaft, erheblich von der NSDAP im damaligen Württemberg. Letztere verzeichnete in Württemberg generell deutlich weniger Zulauf, als im Rest der Weimarer Republik.

## Zeit des Nationalsozialismus
Unter Bezugnahme auf die Reichstagsbrandverordnung vom 28. Februar 1933 wurden unter dem Vorwand der „Gefahrenabwehr“ noch am selben Abend rund 500 Angehörige der linkspolitischen Opposition verhaftet. Diese Verhaftungen wurden maßgeblich durch die Orts- und Personenkenntnisse der Politischen Polizei unterstützt.
Auf Weisung des Innenministeriums wurde die Politische Polizei am 7. April 1933 wieder zu einer eigenständigen Abteilung IV beim Polizeipräsidium Stuttgart erhoben. Schon am 28. April 1933 wurde diese Abteilung als „Württembergische Politische Polizei“ in das Innenministerium eingegliedert. Zugleich wurde ihr die Verwaltung der neuen Schutzhaftlager übertragen. Am 12. Mai 1933 wurde ihre Neuorganisation per Erlass geregelt. Die Leitung der Abteilung wurde Hermann Mattheiß übertragen, der in seiner Funktion direkt dem Innenminister unterstand.
Die „Neue Württembergische Politische Polizei“ legte ihren ersten Wochenbericht mit Stand vom 15. Juli 1933 vor. Mit dem Zusatz „Nicht in den Geschäftsgang geben!“ schildert sie darin den Ablauf der Deutschen Revolution in Württemberg, die sie als „Umwälzung auf allen Gebieten des menschlichen Daseins“ darstellt. Außerdem beschreibt die Politische Polizei darin selbst ihre zukünftigen Aufgabe damit, „Wächter des nationalsozialistischen Programms“ zu sein und „…die Feinde des Dritten Reiches zu erforschen […] aber auch sie […], wenn es sein muss, rücksichtlos zu bekämpfen“. Der Bericht macht somit deutlich, wie schnell die Politische Polizei zu einem Repressionsinstrument der neuen Machtinhaber unter Mattheiß mutiert war. Von nun an standen die Gegner der Nationalsozialisten in ihrem Fokus. Schon bevor der Reichsführer-SS Heinrich Himmler am 9. Dezember die Leitung der Politischen Polizei von Württemberg übernahm, erwies sich diese als eine wesentliche „Stütze der Macht“ für die Nationalsozialisten und hatte sich bereits selbst das Gepräge einer späteren Gestapo verliehen. Diese „Stütze“ rekrutierte sich überwiegend aus der alten Politischen Polizei des Stuttgarter Polizeipräsidiums: Von den zuletzt dort 76 Beschäftigten wechselten 74 in den Dienst der neuen Machtinhaber.